# Richard Rycroft
Richard Rycroft (28 de junio de 1960) es un comediante y actor británico, conocido por su papel se Maester Wolkan en Game of Thrones.

## Carrera
Rycroft comenzó su carrera en 2001. Ha aparecido en varias series de televisión británicas, incluyendo: EastEnders, Casualty, Holby City y Doctors. Figuró en las películas The Turn y Bridget Jones's Baby. En agosto se 2007, produjo una comedia, y fue finalista en la competición de 2010, Laughing Horse.
En 2016, se unió al reparto de Game of Thrones, apareciendo en la sexta y séptima temporadas como Maester Wolkan. Sus tras obras notables son Wolf Hall, Secret Smile, Not Going Out y Apple Tree Yard. En 2017, prestó su voz al videojuego Fighting Fantasy y en concreto al personaje Throm.

## Filmografía

### Películas
| Año  | Título               | Papel              | Notas                    |
| ---- | -------------------- | ------------------ | ------------------------ |
| 2001 | Feeling Lucky        | Owen               | (Cortometraje)           |
| 2004 | Belly Button         | Martin             | (Cortometraje)           |
| 2004 | Feedback             | Mr. Jones          |                          |
| 2005 | Planespotting        | Planespotter       | (Película de televisión) |
| 2005 | Heatwave             | Brian Lancashire   | (Película de televisión) |
| 2012 | The Turn             | George             | (Cortometraje)           |
| 2013 | Resting              | Pub Manager        | (Cortometraje)           |
| 2015 | In Memory            | Mr. Michaels (Voz) | (Cortometraje)           |
| 2016 | Bridget Jones's Baby | Oficial            |                          |

### Televisión
| Año           | Título                 | Papel                    | Notas       |
| ------------- | ---------------------- | ------------------------ | ----------- |
| 2002–2005     | Casualty               | Thomas Banks / Barry     | 3 episodios |
| 2003          | EastEnders             | Mr. Broughton            | 1 episodio  |
| 2005          | Doctors                | Reg Peacock              | 1 episodio  |
| 2005          | Secret Smile           | Brendan's Lawyer         | 1 episodio  |
| 2009          | Holby City             | Dennis Johnson           | 1 episodio  |
| 2014          | Not Going Out          | Dougal                   | 1 episodio  |
| 2015          | Wolf Hall              | Speaker of the House     | 1 episodio  |
| 2015          | Drunk History          | Jefe 2 / Amigo de Albert | 2 episodios |
| 2015          | Mr Selfridge           | Shareholder              | 1 episodio  |
| 2015          | Charity Starts at Home | John                     | 4 episodios |
| 2016–presente | Game of Thrones        | Maester Wolkan           | 8 episodios |
| 2017          | Apple Tree Yard        | MP                       | 1 episodio  |
| 2018          | The Self-Tapers        | Gerald Dorrington        | 1 episodio  |